# John M. Murphy
John Michael Murphy, född 3 augusti 1926 på Staten Island i New York, död 25 maj 2015 på Staten Island i New York, var en amerikansk demokratisk politiker. Han var ledamot av USA:s representanthus 1963–1981. Efter tiden i kongressen avtjänade Murphy ett 16 månader långt fängelsestraff i efterdyningarna av Abscam-skandalen.
Murphy studerade vid Amherst College och United States Military Academy. Han tjänstgjorde i Koreakriget och befordrades 1953 till kapten. Efter nio mandatperioder i representanthuset besegrades han i kongressvalet 1980.